# Tutu
Pour les articles homonymes, voir Tutu (homonymie).
Le tutu est le costume de scène de la danseuse classique,. Apparu avec le ballet romantique, il comprend le tutu proprement dit, qui est une jupe faite de plusieurs rangées superposées de tulle, tarlatane ou mousseline très apprêtées, montée sur un empiècement décolleté ou corselet, et recouvrant une culotte courte appelée trousse,.

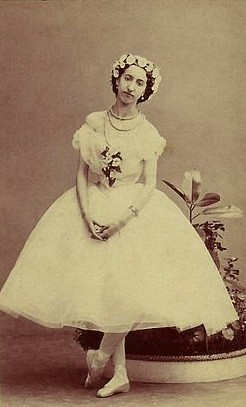
Emma Livry en 1862, portant un tutu long caractéristique de l'époque.

Si, en 1784, Marie Sallé avait osé porter la simple robe de mousseline par-dessus son corset et son jupon, c'est en 1832 que Marie Taglioni immortalise la jupe montée sur plusieurs jupons : le costume de La Sylphide, dessiné par Eugène Lami, devient ainsi l'uniforme par excellence de la ballerine. Le costume ne trouvera cependant son nom actuel qu'en 1881 ; l'origine de ce nom proviendrait du mot « tulle », qui forme la matière des tutus. À l'époque, c'est aux danseuses elles-mêmes de fournir le tutu qu'elles porteront sur scène, tenue aux dimensions strictes et imposées : les jupons doivent avoir entre 50 et 60 centimètres de hauteur, être constitués de deux rangs de tarlatane et maintenus par une ceinture cousue de quinze centimètres de large.
Associé dès le milieu du XIXe siècle aux « petits rats de l'Opéra », c'est l'uniforme que portent les jeunes élèves de l'école de danse de Paris. Mais la longueur des costumes diminue progressivement, de façon à dégager les silhouettes et laisser apparaître les jambes qui effectuent un travail de plus en plus technique. Ainsi, dans les années 1890, les tutus de l'Opéra arrivent aux genoux des danseuses. L'on peut également invoquer une tragique raison à ce raccourcissement des tenues, une raison qui coûta la vie de la prometteuse Emma Livry : les tutus longs n'étaient guère sécurisants face à l'éclairage au gaz des scènes de l'époque, et les risques d'incendies sans cesse renouvelés.
À la suite de la Seconde Guerre mondiale et en raison des difficultés d'approvisionnement, les tutus raccourcissent encore et doivent faire face au désamour grandissant des chorégraphes, qui commencent à leur préférer des tenues plus ajustées et plus modernes (comme l'académique, les collants et les justaucorps). Ils sont à l'époque portés très hauts sur les hanches.
À notre époque, le tutu n'est jamais porté en cours. La tenue de cours est le justaucorps, parfois complété par une jupette ou la tunique, qui n'est autre qu'un justaucorps avec jupette cousue. De nombreux créateurs de mode, à l'instar de Jean-Paul Gaultier ou Christian Lacroix, s'emparent de ce symbole de la danse classique pour le démocratiser. Il n'est à présent pas rare de trouver dans les magasins de vêtements des jupes composées de plusieurs volants de tulle.

## Étymologie
Le substantif masculin tutu est une altération enfantine de cucu, redoublement de cul, signifiant « petit cul (d'enfant) »,,,.

## Différents types de tutus

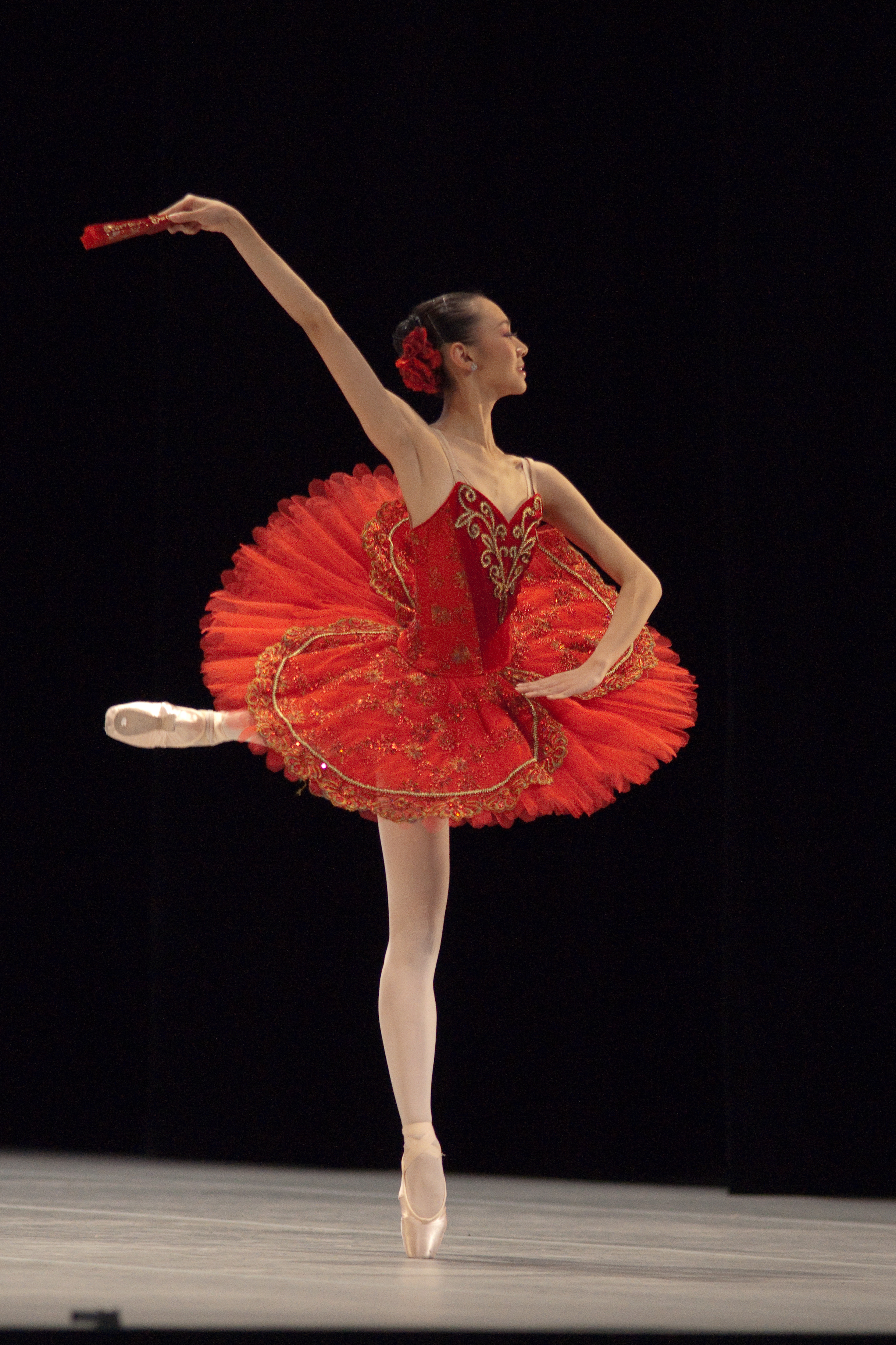
Tutu plateau.

Il existe plusieurs types principaux de tutus :
- le tutu romantique, recouvrant la cheville[1] ;
- le tutu classique, arrivant au genou[1] ;
- le tutu à l'italienne, très court[1] ;
- le tutu degas, par référence au peintre français Edgar Degas qui peignit des dizaines de danseuses ;
- le tutu plateau, dont il existe deux sortes : le tutu à cerclette, d'origine française, et le tutu galette, d'origine anglaise.

Le choix de l'un ou de l'autre des tutus dépend plus du type de ballet représenté que d'un choix délibéré de la danseuse elle-même, comme l'on peut notamment s'en rendre compte dans les concours de danse où, s'il n'y a pas de tenue véritablement imposée, différentes tendances se dégagent selon les variations choisies. De la sorte, certains ballets du répertoire ne s'imaginent pas sans tutu long (par exemple Giselle) alors que Le Lac des cygnes ne se danse pour ainsi dire qu'en tutu à plateaux - même si certaines versions, à l'instar de celle du Royal Ballet, habillent les danseuses de tutus plus longs.
Un tutu s'attache dans le dos, avec des agrafes ou un laçage ; les danseuses ne peuvent donc s'habiller seules, même lorsqu'elles doivent rapidement changer de tutus entre deux actes d'un même ballet.

## Fabrication du tutu
Les textiles utilisés au XIXe siècle sont de couleurs blanches ou blanc cassé, puisque ce n'est que plus tard que l'on commencera à fabriquer des tutus de couleur. Ils sont légers, transparents, fins, fluides et laissent passer la lumière. Un tutu est composé de trois parties : la trousse (la culotte), le jupon (ou le tutu proprement dit), et le bustier. Les couches de tulle (onze à treize volants de dimensions différentes pour les tutus plateaux) sont montées sur la trousse et froncées sur les hanches. Un tutu n'est jamais monté sur la taille, afin d'éviter d'alourdir la silhouette de la danseuse.
Pour les tutus plateaux, les couches du dessous sont habituellement plus rigides, et souvent renforcées de coutures, afin de supporter le poids des épaisseurs sans plier. La couche supérieure est faite de tulle de soie, souvent ornée de broderies et de sequins qui personnifient le rôle de la danseuse (des plumes pour Odette du Lac des cygnes, des pierres précieuses pour les Fées de La Belle au bois dormant...). Le bustier, ajusté au corps de la ballerine au moyen de baleines et de pinces, est fait d'environ dix pièces de satin ou de tissu de soie et est généralement décoré de la même façon que le tutu.
La fabrication d'un tutu est un travail long (vingt heures de travail pour un bas de tutu simple) et délicat, perpétué par des artisans de plus en plus rares, ce qui explique le coût onéreux d'un véritable tutu de professionnel. Le costume peut être fabriqué à partir des matières suivantes : le crin, la gaze, la mousseline, l'organdi et l'organza, la tarlatane, le tulle, le voile, le nylon (ce dernier depuis le XXe siècle — à noter que jusqu'à l'apparition du nylon, garder un tutu propre fut pendant plusieurs décennies un véritable casse-tête : le tulle de soie ne pouvait se laver et défraîchissait très rapidement...).
Il existe depuis le XIXe siècle une tradition touchant aux tissus des tutus qui perdure encore de nos jours : à l'époque, les danseuses du corps de ballet ne pouvaient porter que du tulle de coton, alors que les danseuses étoiles avaient droit au tulle de soie. Aujourd'hui, les tutus des étoiles sont faits de mousseline, les autres ballerines ne portant que de l'organza.

## Le tutu dans l’art

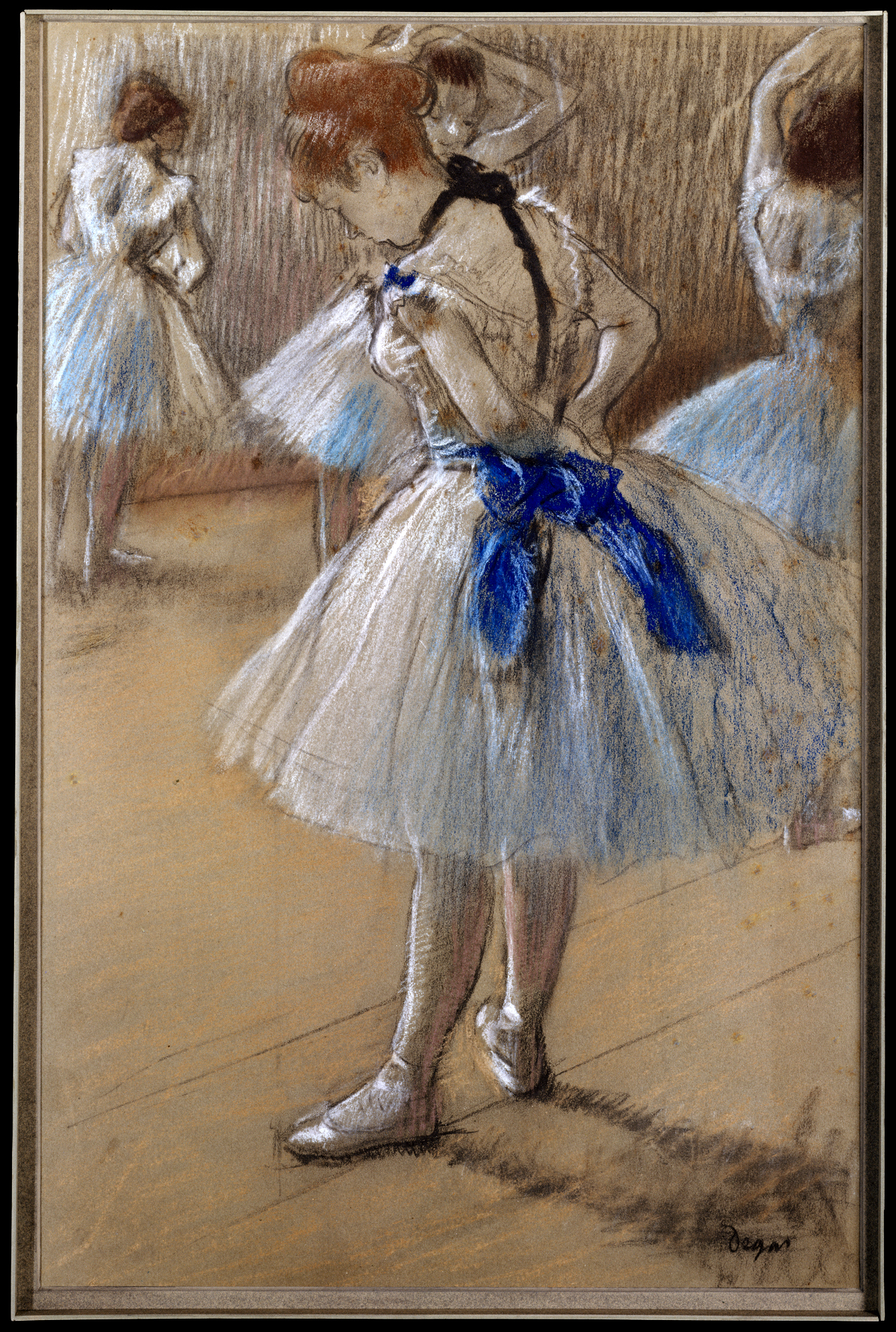
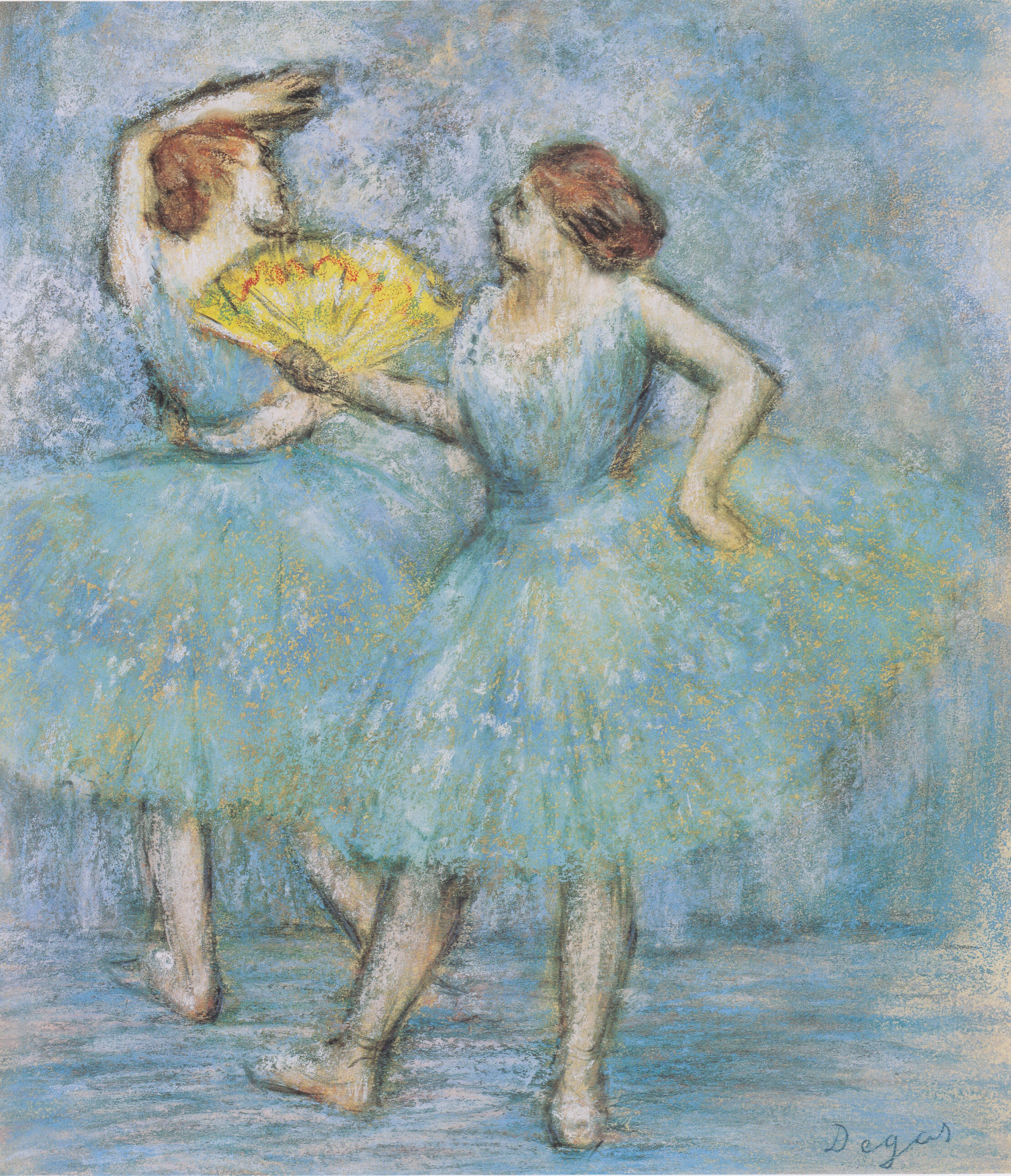
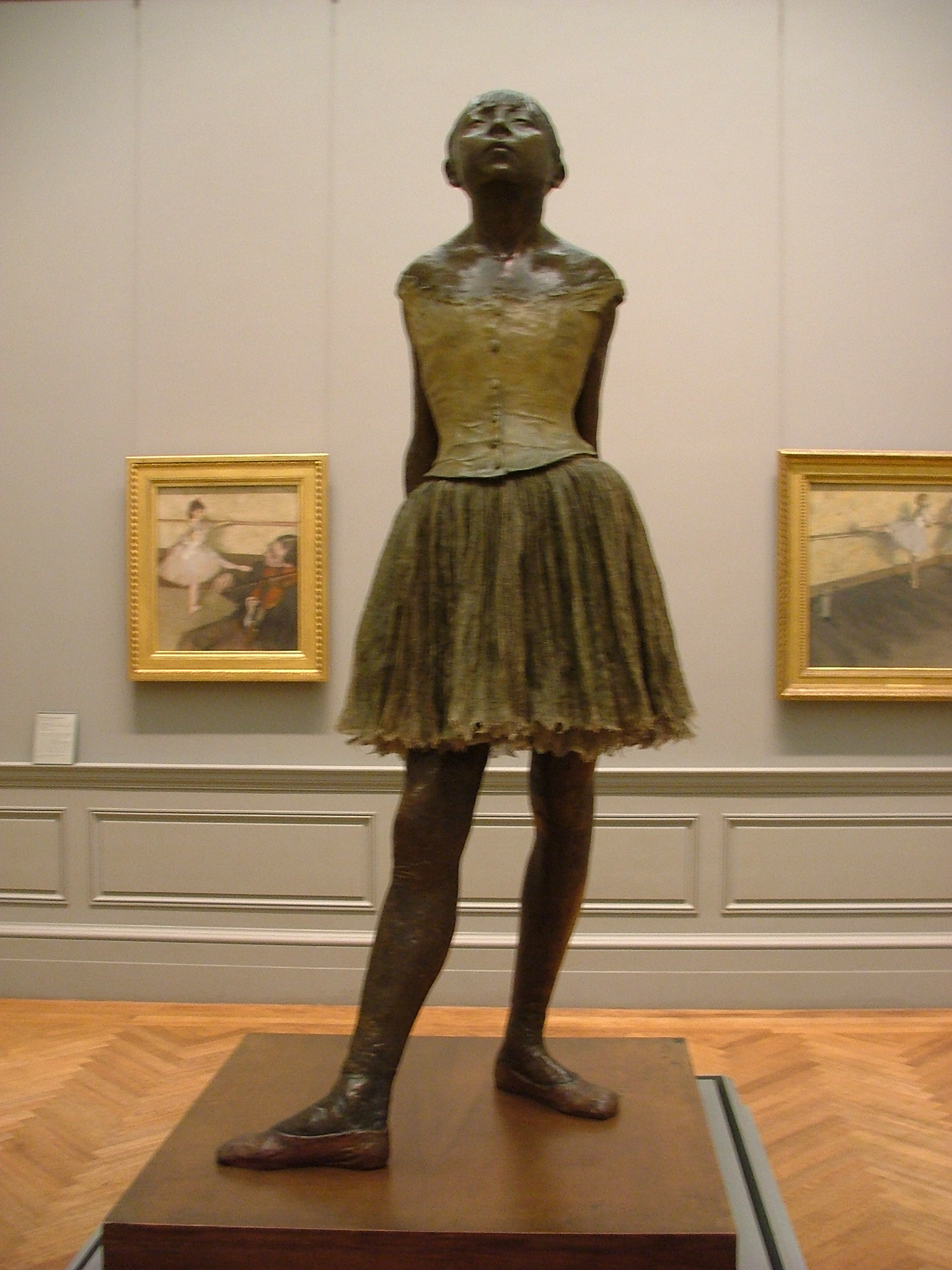
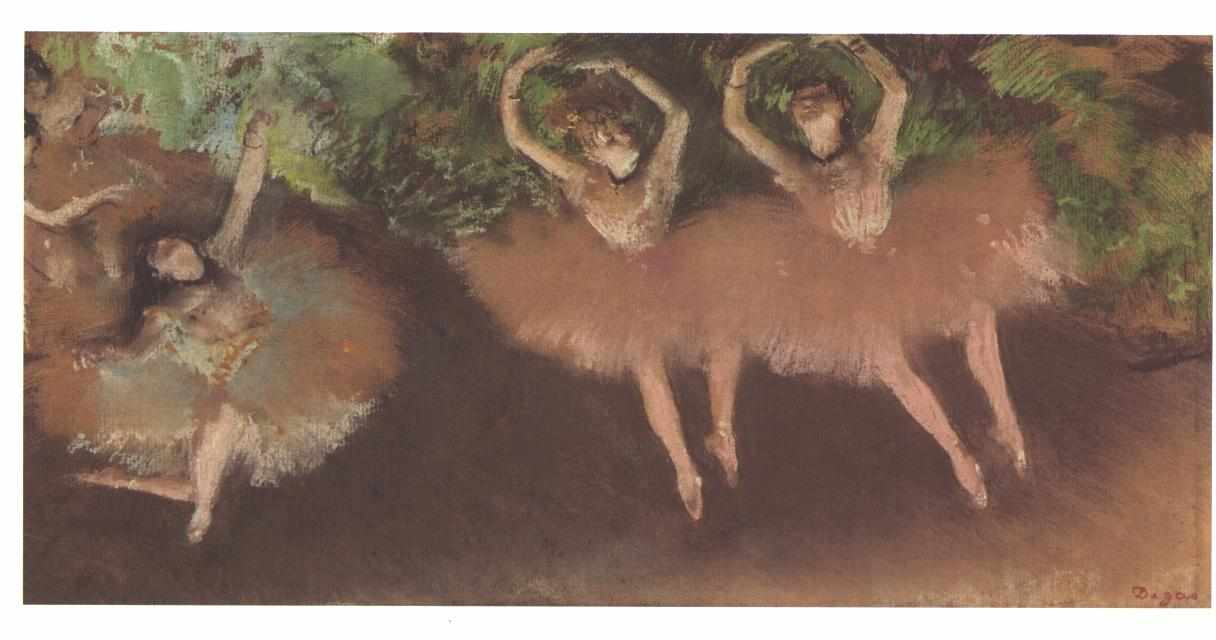

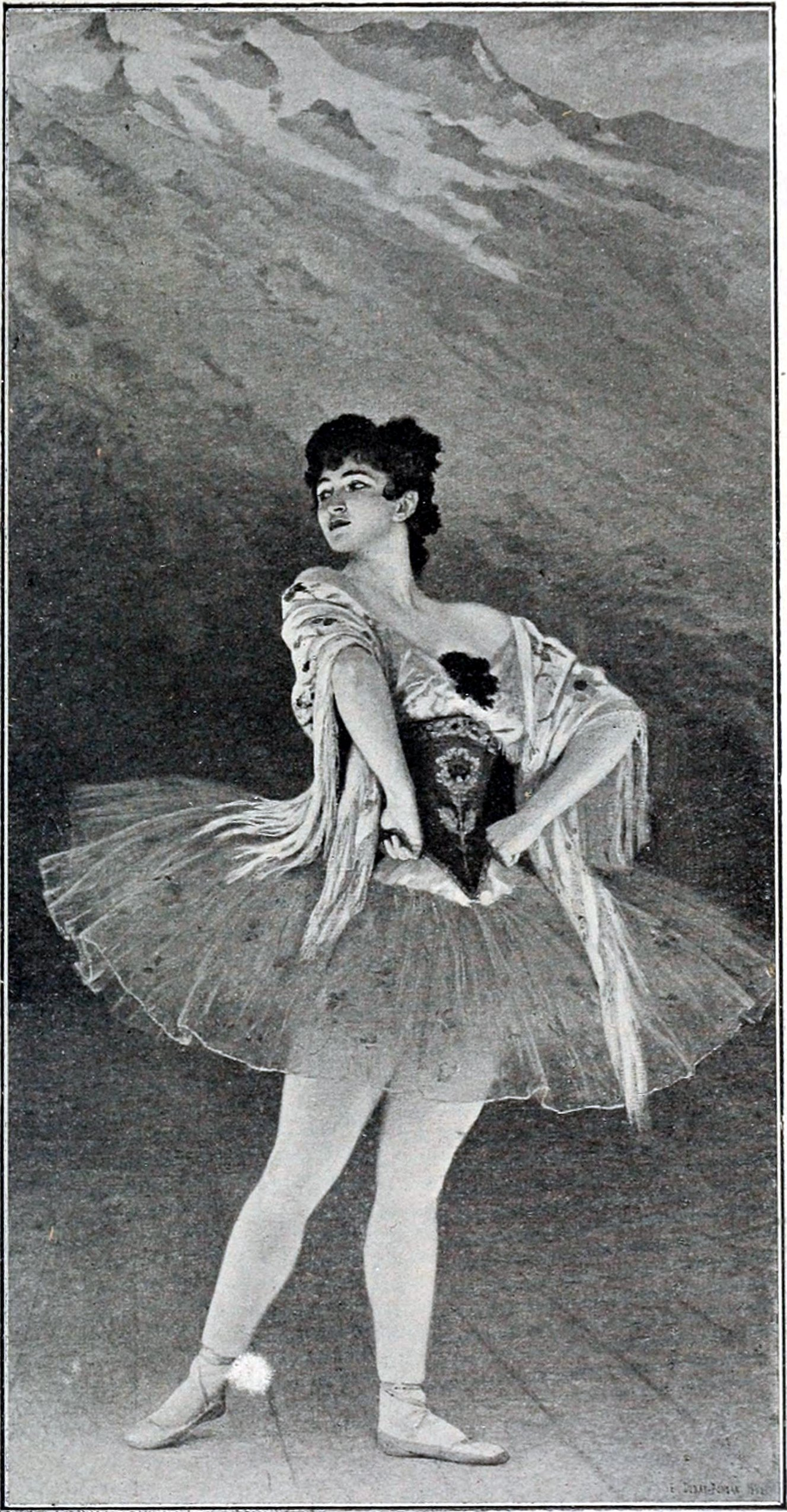
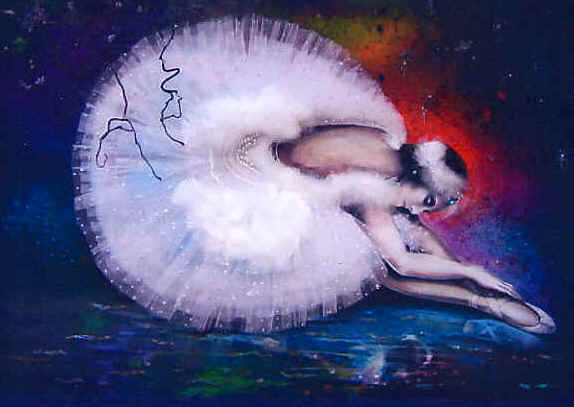
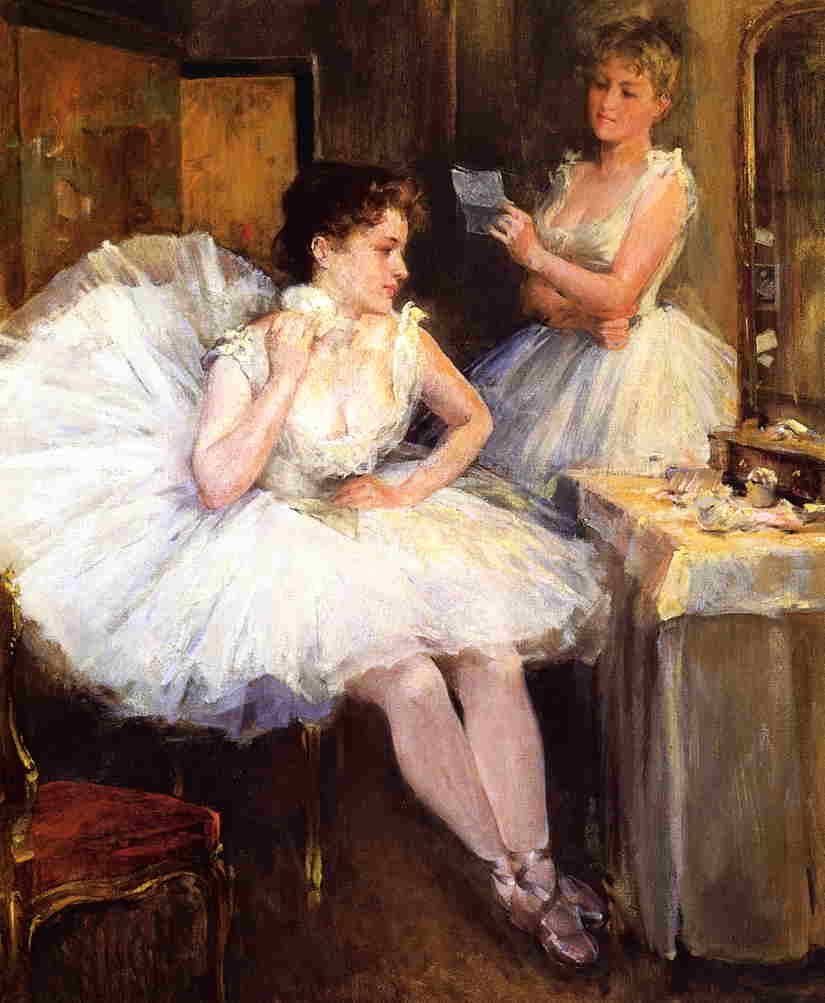
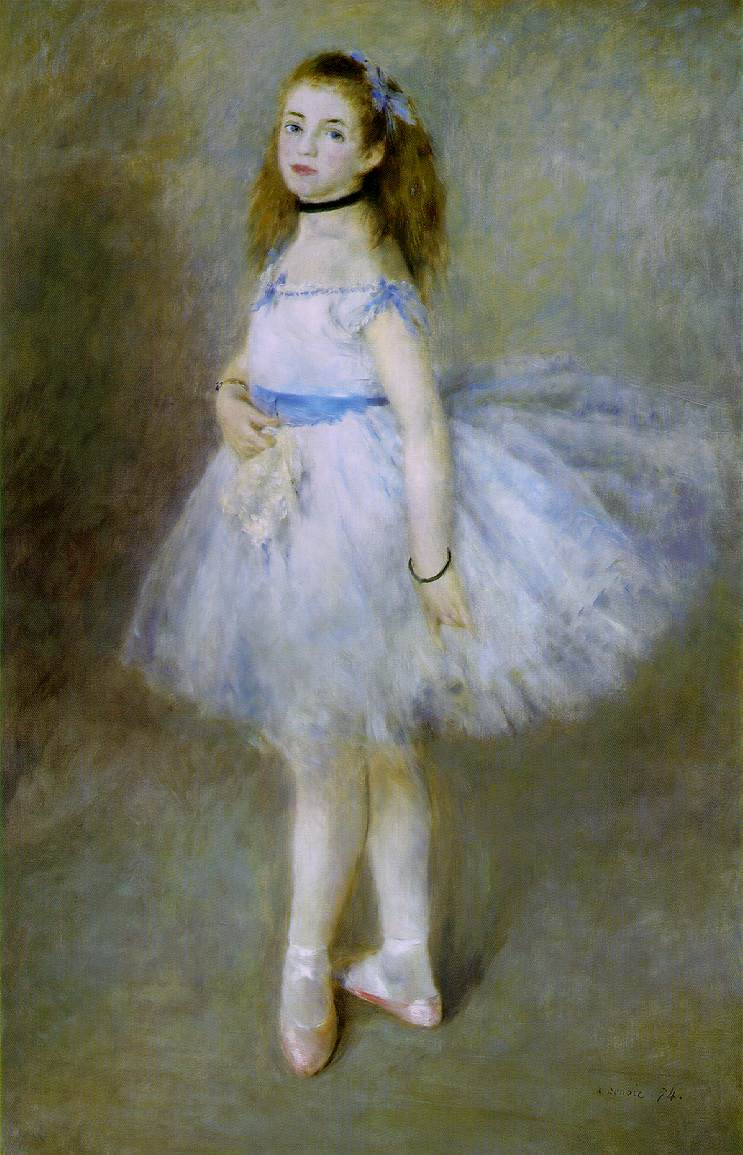